# Jonas Nordwall (präst)
Jonas Nordwall, även Nordvall, född 11 juni 1712 i Njurunda socken, död 2 juni 1768 i Råneå socken, var en svensk präst.
Nordwall, som var son till en nämndeman, blev efter studier vid Härnösands gymnasium student vid Uppsala universitet i januari 1732. Han prästvigdes i juni 1737 till adjunkt i Härnösand och var ännu 1742 högmässopredikant där. Han utnämndes till kyrkoherde i Överkalix församling då han gifte sig med avlidne kyrkoherden Erik Lönnbergs änka och tillträdde 1744. I februari 1767 utnämndes han till kyrkoherde i Råneå församling med tillträde 1 maj samma år.
Från tiden i Överkalix härstammar Nordwalls manuskript om överkalixmålet, som senare kom till Uppsala universitetsbibliotek. Nordwall utgav även två sorgedikter, varav den första är över hans första hustru.
Nordwall gifte sig första gången 1738 med Brita Catharina Lenæsius, som avled 1742 och var dotter till komministern Haquin Lenæsius i Sundsvall och andra gången med Sofia Kråka, som var dotter till rådmannen Anders Kråka i Luleå och änka efter kyrkoherden Erik Lönnberg i Överkalix. I andra giftet föddes nio barn, av vilka tre nådde vuxen ålder: kyrkoherden Jonas Nordwall i Varberg, Brita Catharina Nordwall som gifte sig med prosten Olof Hamrén, kyrkoherde först i Överkalix och sedan i Lövånger och bergsmekanikern Eric Nordewall, som adlades 1826.